# IFK Malmö
IFK Malmö is een Zweedse sportclub uit Malmö. De club is actief in onder andere voetbal, zwemmen, atletiek, bowling, bridge, ijshockey en handbal.

## Geschiedenis

### Voetbal
De club werd op 23 april 1899 opgericht, het is de oudste voetbalclub van Malmö. In 1924 speelde men voor het eerst in de Allsvenskan, het hoogste voetbalniveau. In het tweede seizoen degradeerde de club, om in 1928 opnieuw deel te nemen. Dit keer duurde het avontuur vijf seizoenen vooraleer men in 1932 degradeerde. Daarna duurde het tot 1952 voordat IFK Malmö opnieuw kon promoveren, maar na één seizoen werd de club opnieuw naar de tweede klasse verwezen. Van 1956 tot 1962 speelde de club opnieuw in de Allsvenskan. 
De beste prestatie van de club was in 1960 toen de club tweede werd achter IFK Norrköping. De club nam een jaar later deel aan de Europacup I en haalde daar de kwartfinales.
Na 1962 speelde de club nooit meer in de hoogste afdeling. Sinds de jaren tachtig speelt men in de amateurklassen, met enkele seizoenen als uitzondering toen men in de Superettan actief was (1997 en 2001–2003).

## Eindklasseringen
| 3 |

| 3 |

| 6 |

| 2 |

| 8 |

| 2 |

| 1 |

| 12 |

| 4 |

| 2 |

| 1 |

| 10 |

| 7 |

| 9 |

| 2 |

| 6 |

| 11 |

| 2 |

| 7 |

| 5 |

| 2 |

| 4 |

| 7 |

| 2 |

| 4 |

| 3 |

| 7 |

| 8 |

| 4 |

| 10 |

| 7 |

| 11 |

| 8 |

| 7 |

| 3 |

| 10 |

| 8 |

| 2 |

| 9 |

| 13 |

| 3 |

| 12 |

| 12 |

| 2 |

| 1 |

| 4 |

| 8 |

| 1 |

| 2 |

| 3 |

| 1 |

| 13 |

| 2 |

| 7 |

| 1 |

| 11 |

| 7 |

| 14 |

| 8 |

| 10 |

| 1 |

| 4 |

| 12 |

| 11 |

| 9 |

| 8 |

| 8 |

| 1 |

| 2 |

| 11 |

| 10 |

| 6 |

| 3 |

| 12 |

| 1 |

| 11 |

| 16 |

| 16 |

| Allsvenskan | Superettan | Ettan | Division 2 (Niv. 4) | Division 3 (Niv. 5) | Division 3 (Niv. 6) |

Namen Niveau 2:  1926-1986 Division 2; 1987-1999 Division 1. 

Namen Niveau 3:  tot 1987 Division 3; 1987-2005 Division 2; 2006-2019 Division 1. 

## IFK in Europa
#Q = #kwalificatieronde, 1/8 = achtste finale, 1/4 = kwartfinale, T/U = Thuis/Uit, W = Wedstrijd, PUC = punten UEFA coëfficiënten .
Uitslagen vanuit gezichtspunt IFK Malmö
| Seizoen | Competitie  | Ronde | Land                           | Club            | Totaalscore | 1e W    | 2e W    | PUC |
| ------- | ----------- | ----- | ------------------------------ | --------------- | ----------- | ------- | ------- | --- |
| 1960/61 | Europacup I | Q     | Vlag van Finland               | Helsingfors IFK | 5-2         | 3-1 (U) | 2-1 (T) | 8.0 |
|         |             | 1/8   | Vlag van Bulgarije (1948-1967) | CDNA Sofia      | 2-1         | 1-0 (T) | 1-1 (U) | 8.0 |
|         |             | 1/4   | Vlag van Oostenrijk            | SK Rapid Wien   | 0-4         | 0-2 (U) | 0-2 (T) | 8.0 |

Totaal aantal punten voor UEFA coëfficiënten: 8.0